# Vezdemarbán
Vezdemarbán es un municipio y localidad española de la provincia de Zamora, en la comunidad autónoma de Castilla y León.

## Ubicación
Vezdemarbán es el típico pueblo de llanura, en su mayoría de campos de secano para la producción de cereal, aunque también cuenta en sus alrededores con bellos entornos naturales como la Fuente Otero y la Fuente de Arriba. Su casco urbano muestra edificaciones antiguas mezcladas con modernas, mostrando el pasado y el presente de esta localidad, siendo sus edificios más notables las iglesias de Santa María de la Cuesta y de San Miguel Arcángel.

## Historia
La presencia humana de esta zona fue muy temprana, a juzgar por los hallazgos de época prerromana en el pago de Las Cabañas, o por los restos de época romana aparecidos tanto dentro del pueblo como en el paraje de Fuente de San Pedro.
El actual Vezdemarbán, en todo caso, se debe a las repoblaciones llevadas a cabo por los reyes de León en la Alta Edad Media. Así, la localidad aparece denominada Marvan en el año 1005, Mez de Marvane en 1029, Mece Marban en 1048 o Vece de Marvan en 1099, formas en que aparece citado en documentos del Monasterio de Sahagún. De este modo, el nombre de la localidad parece proceder de un nombre mozárabe, de resonancias arábigas, Maruan.
A mediados del siglo XI, el lugar era propiedad de Fronilde Obequiz, quien la entregó en donación al Monasterio de San Salvador de Villacet (actual Belver de los Montes). De las siete iglesias y dos ermitas que llegó a tener, sólo quedan dos en pie.
Por otro lado, desde las Cortes leonesas de 1188, Vezdemarbán fue una de las localidades representadas por la ciudad de Toro en Cortes, siendo una de las que integró posteriormente la provincia de Toro, dependiendo desde la Edad Media del arciprestazgo toresano.
Ya en el siglo XIX, la división territorial de España en 1833 encuadró a Vezdemarbán en la provincia de Zamora, dentro de la Región Leonesa, la cual, como todas las regiones españolas de la época, carecía de competencias administrativas. Tras la constitución de 1978, este municipio pasó a formar parte en 1983 de la comunidad autónoma de Castilla y León, en tanto que pertenecían a la provincia de Zamora.

## Geografía humana

### Demografía
Cuenta con una población de 439 habitantes (INE 2024).
| Gráfica de evolución demográfica de Vezdemarbán entre 1842 y 2021                                                                                                  |
| |
| Población de derecho según los censos de población del INE Población de hecho según los censos de población del INEEn este censo se denominaba Vez de Marbán: 1842 |

Tiene un hábitat concentrado: la mayoría de las viviendas se agrupan en torno al casco urbano. En las inmediaciones se aprecia la presencia de naves, granjas, cocheras, paneras (para aperos de labranza y grano) y eras, como reminiscencia de los lugares donde se llevaban a cabo las labores de recolección del grano.
En el censo del año 1900 se recoge que Vezdemarbán llegó a sumar 2.417 habitantes, censo que mantuvo, con ligeras variaciones, hasta los años 50-60. El fuerte desarrollo industrial impulsado en estos años genera un fuerte descenso de la población, llegando a descender en 1981 hasta 931 habitantes. En la actualidad Vezdemarbán posee 449 habitantes (INE 2019).

### Economía
Los vecinos de la localidad que se encuentran en activo se dedican principalmente a la  agricultura y la ganadería en su mayor parte. También existen fábricas de textil, de carpintería, sector servicios, empresas constructoras y sus derivados. Esta localidad ha tenido, desde tiempos antiguos, una gran tradición industrial, llegando a tener en el siglo XX doce fábricas de tejidos de mantas y alforjas, muy reconocidas en toda la provincia. Pero es conocida sobre todo por su tradición chocolatera, abriéndose la primera fábrica a finales del XIX (1870), desde donde se propagó a otras localidades vecinas.

#### Comercio y hostelería
Cuenta con tres bares para el ocio
La población dispone de una serie de tiendas como pueden ser: panadería y bollería, peluquería, confitería y tiendas de alimentación. Existen dos amplios establecimientos (tipo supermercados), donde se ofrecen la mayoría de los productos. Las carnicerías existentes y la pescadería desempeñan un papel importante para la alimentación de la población. 
En el pasado fue conocido por las fábricas de chocolates y tejidos, productos con gran aceptación en los pueblos cercanos y en la comarca.

### Servicios básicos
El pueblo tiene su propio Ayuntamiento, consultorio médico, colegio de educación primaria, farmacia, club del jubilado, piscina municipal, parques públicos, comercios, bancos y cajas de ahorros para el desarrollo económico de sus vecinos.

## Patrimonio
- Iglesia parroquial de San Miguel Arcángel. Construida inicialmente en el siglo XVI se alza en medio del pueblo, habiendo sido reconstruida en el siglo XIX tras el espectacular incendio que la devastó en 1831. En su interior destaca una bella cruz parroquial del siglo XVI.

- Santuario de Nuestra Señora de la Cuesta. Fue erigido en el siglo XVIII, sobre otro anterior. Se ubica en las afueras de la localidad y en él se venera una imagen románica de la Virgen. Entre los retablos destaca el mayor, obra de Felipe Durán.

- Fuentes. Cabe señalar en el entorno las fuentes de Otero y de Arriba.

## Tradiciones y fiestas
Las celebraciones más importantes de esta localidad son los Carnavales, en febrero y la fiesta patronal de la Virgen de la Cuesta, el 8 de septiembre.
Es muy destacable el fuerte arraigo que tienen las personas que tuvieron que emigrar.